# El alma al aire en directo
El alma al aire en directo, es el primer concierto del cantautor español Alejandro Sanz lanzado en DVD. Forma parte de su exitosa gira El alma al aire y fue grabado el 28 de junio de 2001, en el estadio Vicente Calderón en Madrid ante más de 50.000 personas. Este concierto salió a la venta casi al mismo tiempo que su Alejandro Sanz: MTV Unplugged grabado en Miami ese mismo año. 
Un DVD con una duración de 2 horas, y que consta de una selección de 18 canciones, abarcando temas de toda su discografía, incluyendo una “Bulería”. Además este DVD incluye también una sección EXTRAS, con entrevistas, Making–Of, Galería de Fotos etc. Fue lanzado a finales de 2001 bajo el sello de Warner Music.

## Lista de canciones

### DVD
1. Tiene que ser pecado
2. Aquello que me diste
3. Ese último momento
4. Llega, llegó soledad
5. Cuando nadie me ve
6. Me iré
7. Hay un universo de pequeñas cosas
8. Siempre es de noche
9. Medley: Si tú me miras, La fuerza del corazón, Si hay dios, Viviendo deprisa
10. Hoy que no estás
11. Mi soledad y yo
12. El alma al aire
13. Amiga mía
14. Y, ¿si fuera ella?
15. Quisiera ser
16. Bulería
17. ¿Lo ves? [Piano y voz]
18. Corazón partío

### Extras
1. Entrevista con Santiago Segura
2. Making-of
3. Discografía
4. Galería de fotos
5. Músicos

## Personal
- Alfonso Pérez – Piano y coros
- Luis Miguel Balandrón – Coros
- Carlos Martín – Trombón
- Luis Dulzaídes – Percusión
- Josep Salvador – Guitarra eléctrica y coros
- Ludovico Vagnone – Dirección musical y guitarra
- Lulo Pérez – Trompeta, teclado y percusión
- Maurizio Sgaramella – Batería
- Helen de Quiroga - Coros
- Meritxell Sust – Coros
- Pierpaolo Vallero – Saxo y teclados